# Oostenrijkse parlementsverkiezingen 2006
De verkiezingen van de Nationalrat, het parlement van Oostenrijk, werden gehouden op 1 oktober 2006.
Na de verkiezingen van 2002 bestond de regering uit de Österreichische Volkspartei en de Bündnis Zukunft Österreich (Voor 2005 met de FPÖ). De minister-president was Wolfgang Schüssel. Na de verkiezingen was de regering haar meerderheid kwijt. Na een formatie van drie maanden kwam er een nieuw kabinet onder leiding van SPÖ-leider Alfred Gusenbauer. Op 8 januari 2007 werd de regering-Gusenbauer geïnstalleerd. De SPÖ werkte samen met de ÖVP, en de ÖVP had de belangrijkste ministerposten tot haar beschikking, waaronder de ministerposten Financiën, Buitenlandse Zaken, Binnenlandse Zaken, Landbouw, Economische Zaken en Wetenschap.
| Partij/Alliantie | Partij/Alliantie                             | Stemmen         | Percentage | Verschil | Zetels | Zetelverschil |
| ---------------- | -------------------------------------------- | --------------- | ---------- | -------- | ------ | ------------- |
|                  | Sozialdemokratische Partei Österreichs (SPÖ) | 1.663.986       | 35,30%     | -1,20%   | 68     | -1            |
|                  | Österreichische Volkspartei (ÖVP)            | 1.616.493       | 34,30%     | -8,00%   | 66     | -13           |
|                  | Die Grünen (GRÜNE)                           | 520.130         | 11,05%     | +1,50%   | 21     | +4            |
|                  | Freiheitliche Partei Österreichs (FPÖ)       | 519.598         | 11,04%     | +1,00%   | 21     | +3            |
|                  | Bündnis Zukunft Österreich (BZÖ)             | 193.539         | 4,10%      | -        | 7      | -             |
|                  | Liste Dr. Martin                             | 131.688         | 2,83%      | -        | 0      | -             |
|                  | Kommunistische Partei Österreichs (KPÖ)      | 47.578          | 1,01%      | +0,45%   | 0      | 0             |
|                  | Totaal                                       | 78,50% (-5,77%) |            |          | 183    |               |

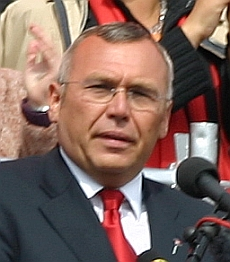
Alfred Gusenbauer (SPÖ)
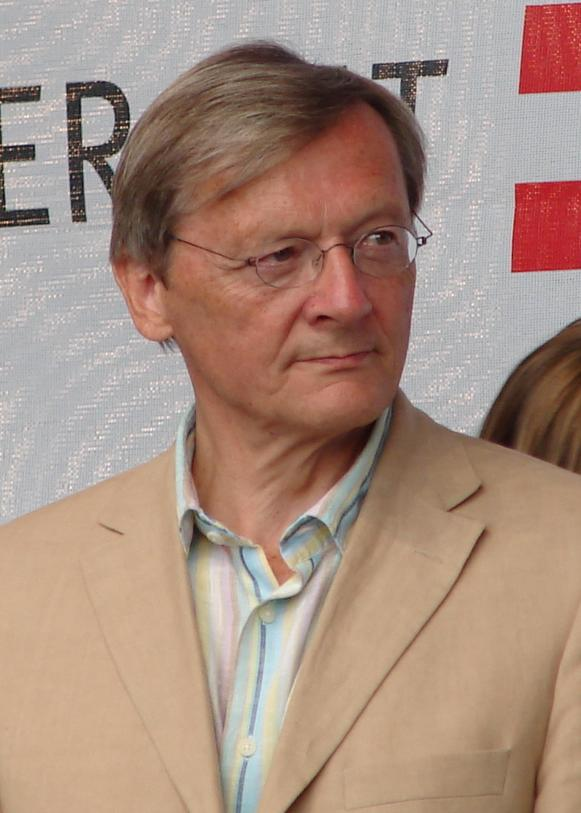
Wolfgang Schüssel (ÖVP)